# Rinopatia cronica atrofica
La rinopatia cronica atrofica è una forma di rinite cronica nata in seguito ad una malattia debilitante o in seguito ad un intervento chirurgico radicale dei turbinati (sindrome del naso vuoto).

## Sintomatologia
I sintomi presentano soprattutto in una sensazione di ostruzione del setto nasale, questo non perché sia effettivamente come avverte la persona ma è una conseguenza dell'atrofia delle terminazioni nervose. In tale alterazione la persona non percepisce più l'aria che normalmente continua ad entrare nelle cavità nasali, poiché la sensazione avveniva grazie al ruolo dei nervi e delle sue terminazioni. Altri sintomi comuni sono bruciore, tosse, disturbi dell'olfatto.

## Eziologia
Tale rinopatia nasce come conseguenza di malattie quali scarlattina, morbillo e similari che durante il loro sviluppo hanno portato ad una flogosi con esito necrotizzante (la cosiddetta cicatrice) comportando l'atrofia.

## Fattori di rischio
Malnutrizione, assunzione di sostanze irritanti.

## Terapie
Essendo la patologia a carattere degenerativo il trattamento risulta non essere definitivo. La terapia utilizzata cerca di detergere tramite lavaggi con soluzioni saline le cavità nasali eliminando la formazione di croste, inoltre utile si è dimostrata la crenoterapia sulfurea.